# Asystasia lawiana
Asystasia lawiana là một loài thực vật có hoa trong họ Ô rô. Loài này được Dalzell mô tả khoa học đầu tiên năm 1852.